# Ramón Ropero
Ramón Ropero Mancera (Villafranca de los Barros, 10 de febrero de 1953) es un funcionario de la administración local y político español.

## Biografía
Nacido en Villafranca de los Barros, está casado y no tiene hijos. Es funcionario del ayuntamiento de su pueblo natal desde 1971, y fue secretario general de la Presidencia de la Junta de Extremadura. Miembro del Partido Socialista Obrero Español, fue alcalde de Villafranca de los Barros entre 1983 y 1987, año en que fue elegido presidente de la Diputación Provincial de Badajoz. En 1989 fue nombrado Consejero de Economía y Hacienda de la Junta de Extremadura durante la Presidencia de Juan Carlos Rodríguez Ibarra hasta que fue sustituido en 1993 por Manuel Amigo, y Diputado de la Asamblea de Extremadura. Entre 1993 y 1995 desempeña el cargo de vicepresidente de la Junta de Extremadura. En 2003 vuelve a ser elegido alcalde de Villafranca de los Barros, cargo que desempeñó hasta el año 2019, que volvió a ganar las elecciones pero sin acceso al gobierno.
En el plano orgánico, fue Secretario de Organización del PSOE de Extremadura, siendo actualmente el presidente del PSOE Provincial de Badajoz.

## Cargos Desempeñados
- Concejal en el Ayuntamiento de Villafranca de los Barros. (1983-1989/ 1999- presente)
- Alcalde de Villafranca de los Barros. (1983-1987/ 2003-2019)
- Presidente de la Diputación Provincial de Badajoz. (1987-1989)
- Consejero de Economía y Hacienda de la Junta de Extremadura. (1989-1993)
- Diputado en la Asamblea de Extremadura. (1987-1993)
- Vicepresidente de la Junta de Extremadura. (1993-1995)
- Vicepresidente Primero de la Diputación de Badajoz. (2003-2015)
- Vicpresidente Segundo de la Diputación de Badajoz. (2015-2019)
- Vicepresidente Tercero de la Diputación de Badajoz (Desde 2019)